# Noname
Fatimah Nyeema Warner (Chicago, 18 de setembro de 1991), conhecida profissionalmente como Noname, é uma rapper, poeta, produtora musical e ativista norte-americana. É um terço do supergrupo musical Ghetto Sage, ao lado dos rappers seus conterrâneos Smino e Saba. É também uma ativista pela literacia e na luta contra o racismo; considera-se anti-capitalista.
Editado em 2018, o seu álbum de estreia, Room 25, foi largamente elogiado pela crítica, sendo considerado dos melhores desse ano por vários meios especializados, tais como a Rolling Stone, a NME, a Pitchfork ou a estação de rádio NPR, entre outros. Também foi aclamado pelo público, alcançando o título de melhor álbum do ano na plataforma Metacritic.
Em 2019, fundou o seu próprio clube do livro, focado em textos radicais de autores negros.

## Discografia
Todos os registos discográficos da artista são editados de forma independente.
- Telefone (mixtape, 2016)
- Room 25 (2018)